# Rörum
Rörum är kyrkbyn i Rörums socken i Simrishamns kommun i Skåne. Från 2015 avgränsar SCB här en småort.

## Geografi

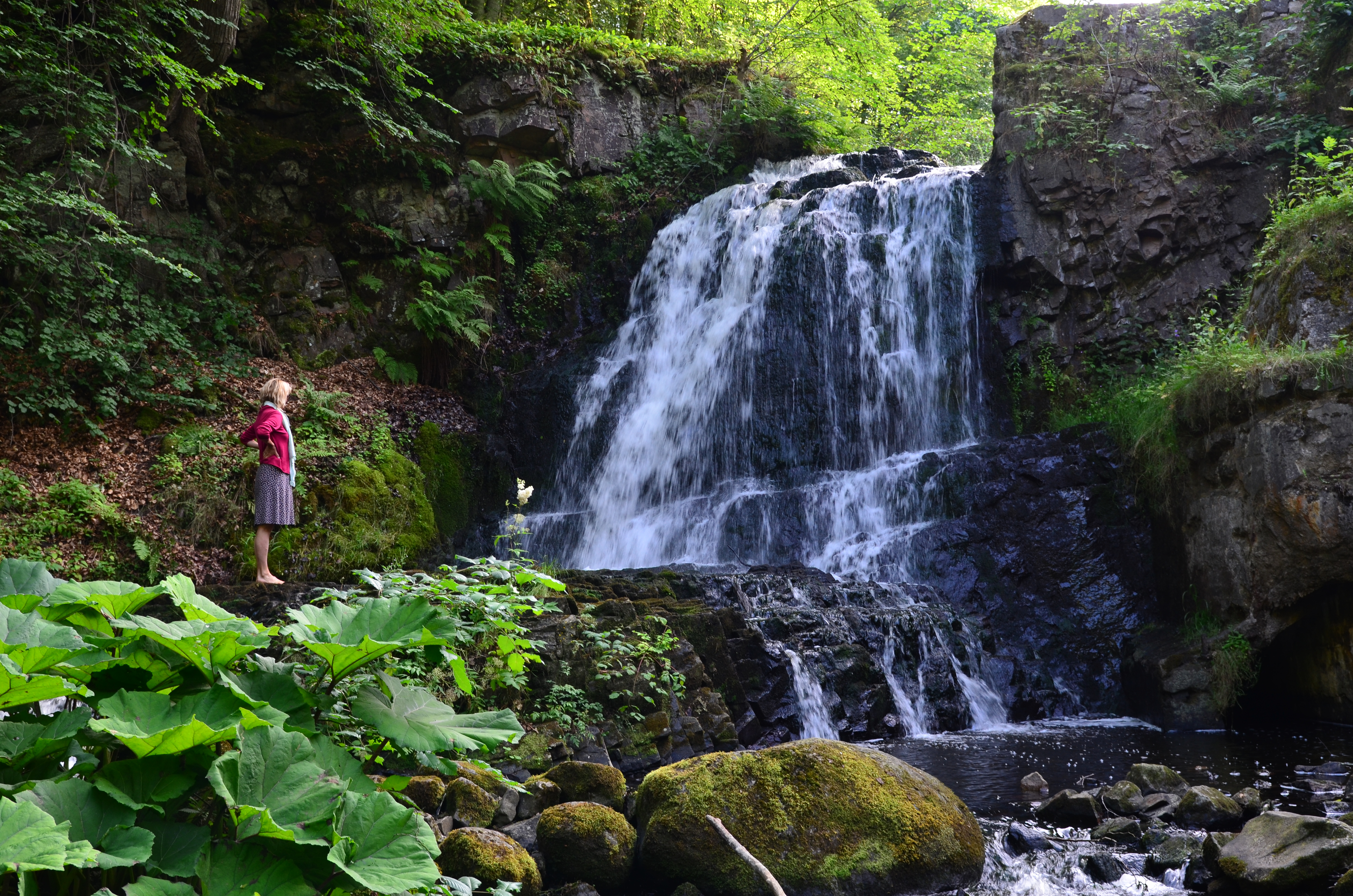
Vattenfallet i Rörums södra å vid Forsemölla

Rörums södra å rinner som byns lägsta punkt genom böljande kullar, bland äppelträd och betesmarker. Det ensamma trädet på Skallahöjbjer syns från många platser i byn. Strax utanför Rörum, vid Forsemölla, finns ett av de skånska vattenfallen.

## Bebyggelse
I Rörum finns Rörums kyrka och Sophiaskolan, en Waldorfskola med elever upp till och med årskurs 9. Rörums gamla folkskola, numera Franskans Crêperie, byggdes 1845 och tillbyggdes 1909. En centralskola för Rörum och Vik byggdes 1951 och drevs fram till 1987, två år senare påbörjade Sophiaskolan sin verksamhet i samma lokaler.
Byn har varit en av de största i Albo härad. En rik tillgång på källor sägs vara anledningen till byns plats. Innan skiftet låg husen tätt och byn var inhägnad med grindar över vägen på båda sidor om byn. Under laga skifte 1845–1864 flyttades 15 av 22 gårdar ut från byn. Gästgivaregården är från tidigt 1700-tal och gathusen i byn är troligen från mitten av 1800-talet.

## Kultur
Dokumentärserien Mandelmanns gård är inspelad i Mandelmanns trädgårdar på gården Djupadal, som ligger i utkanten av Rörum.
Kulla dansbana med anor från mitten av 1800-talet anordnar fortfarande välbesökta danstillställningar i Rörum. Dansbanan drivs sedan 1950-talet av Rörums sportklubb.

## Idrott
Rörums Sportklubb bildades 1942, föreningen har anläggningen Åvallen med fotbollsplan och idrottshall. Varje sommar sedan 1958 anordnas Kullaloppet, troligen ett av Sveriges äldsta motionslopp.

## Kända personer anknutna till Rörum
Kända personer som bott eller verkat i Rörum
- Gunilla Mann (född 1947), konstnär.
- Mikael Bergstrand (född 1960), författare.
- Nathalie Levi (1914–1995), konstnär.
- Prins Eugen (1865–1947) och Anders Montan (1845–1917) har gjort ett flertal målningar av Rörum.